# پیز نونا
پیز نونا (به لاتین: Piz Nuna) یک کوه در سوئیس است که در کانتون گراوبوندن واقع شده‌است. پیز نونا ۳٬۱۲۴ متر بالاتر از سطح دریا واقع شده‌است.